# Inglebirds
Inglebirds war eine Rap-Crew aus St. Ingbert um den Rapper DCVDNS. Die Crew orientiert sich am Westcoast-Hip-Hop und G-Funk. Der Name ist ein Wortspiel mit der Heimatstadt der drei Crew-Mitglieder St. Ingbert im Saarland und der im Großraum von Los Angeles liegenden Stadt Inglewood, die als berüchtigtes Gang-Revier gilt.

## Bandgeschichte
DCVDNS, Hermann Weiss und Wolfgang H. kennen sich bereits seit Kindertagen. Zu Beginn musizierten vor allem Hermann Weiss und Wolfgang H. zusammen und versuchten sich an Freestyle-Rap unter dem Namen Saarpreme, wobei sich Wolfgang H. ziemlich schnell aufs DJing verlegte. Später entstand „Die coole Gang“, bestehend aus Wolfgang H. und DCVDNS, die einige YouTube-Clips produzierten und eine Doppel-CD mit Eurodance und Hip-Hop im Eigenvertrieb veröffentlichten. Anschließend erntete vor allem DCVDNS solo Erfolg, wobei auf seinen Alben auch immer Wolfgang H., der DCVDNS' Stammproduzent blieb, und Hermann Weiss vertreten waren. Mit dem Album Der Wolf im Schafspelz (2013) gab es eine erste Anspielung auf die Rapcrew Inglebirds.
Von Beginn an lehnte man sich an den Westcoast-Hip-Hop. Relativ früh schon begann man mit den Aufnahmen am Album. Die Produktion wurde jedoch unterbrochen, um beim Bundesvision Song Contest 2014 in Göttingen mit dem Song Getti antreten zu können. Der Song war gleichzeitig die zweite Single des Albums. Beim BVSC vergaßen jedoch DCVDNS und Wolfgang H. den Text und versuchte sich an einem Freestyle. Das Lied belegte den drittletzten Platz des Contests.
Am 7. November 2014 erschien das Debütalbum Big Bad Birds. Kurz danach gab die Crew ihre „Auflösung“ auf Grund „persönlicher Differenzen“ bekannt.

## Diskografie
Alben
- 2014: Big Bad Birds (Distri/Groove Attack)

Singles
- 2014: Wadadadang
- 2014: Getti
- 2014: Kugeln in der Luft